# Prapretno, Šentjur
Prapretno este o localitate din comuna Šentjur, Slovenia, cu o populație de 88 de locuitori.